# Hans-Peter Lindstrøm
Hans-Peter Lindstrøm, występujący jako Lindstrøm (ur. 16 lutego 1973 w Stavanger) to norweski muzyk elektroniczny, aktywny od 2003 roku. W 2002 roku założył własną wytwórnię Feedelity. Często współpracuje z Prinsem Thomasem. Na początku kariery wydawał remiksy, zebrane na kompilacji It’s a Feedelity Affair. W 2008 pojawił się jego pierwszy solowy album Where You Go I Go Too, który otrzymał nagrodę Spellemannprisen. Natomiast w marcu 2012 wydał drugi solowy album Six Cups of Rebel, pierwszy, który zawiera jego wokale. W ciągu kariery wydał też wspólne albumy: 3 z Prinsem Thomasem i jeden z Christabelle.

## Wybrana dyskografia
Albumy
| Where You Go I Go Too       | - Data: 18 sierpnia 2008 - Wydawca: Smalltown Supersound | 11 |
| Six Cups of Rebel           | - Data: 7 lutego 2012 - Wydawca: Smalltown Supersound    | —  |
| Smalhans                    | - Data: 5 listopada 2012 - Wydawca: Smalltown Supersound | —  |
| "—" album nie był notowany. |                                                          |    |

Współpraca
| Lindstrøm & Prins Thomas (oraz Prins Thomas) | - Data: 2005 - Wydawca: Eskimo Recordings                | —  |
| Reinterpretations (oraz Prins Thomas)        | - Data: 28 maja 2007 - Wydawca: Eskimo Recordings        | —  |
| II (oraz Prins Thomas)                       | - Data: 26 maja 2009 - Wydawca: Eskimo Recordings        | —  |
| Real Life Is No Cool (oraz Christabelle)     | - Data: 19 stycznia 2010 - Wydawca: Smalltown Supersound | 19 |
| "—" album nie był notowany.                  |                                                          |    |

Kompilacje
| Tytuł                   | Dane dot. albumu                                         |
| ----------------------- | -------------------------------------------------------- |
| It's a Feedelity Affair | - Data: 18 września 2006 - Wydawca: Smalltown Supersound |

Single
| "Coming True"                | 2003 | 1  |
| "My Love Won't Let You Down" | 2004 | 10 |
| "Nån slags verklighet"       | 2006 | 26 |
| "—" singel nie był notowany. |      |    |

## Nagrody i wyróżnienia
| Rok  | Kategoria          | Tytułem                 | Nagroda          | Nota      | Źródło |
| ---- | ------------------ | ----------------------- | ---------------- | --------- | ------ |
| 2006 | Elektronika        | It's a Feedelity Affair | Spellemannprisen | Laur      | [ 10 ] |
| 2008 | Elektronika        | Where You Go I Go Too   | Spellemannprisen | Laur      | [ 10 ] |
| 2009 | Elektronika        | II                      | Spellemannprisen | Nominacja | [ 10 ] |
| 2010 | Elektronika        | Real Life Is No Cool    | Spellemannprisen | Laur      | [ 10 ] |
| 2012 | Elektronisk Musikk | Smalhans                | Spellemannprisen | Laur      | [ 10 ] |
| 2012 | Elektronisk Musikk | Six Cups Of Rebel       | Spellemannprisen | Nominacja | [ 10 ] |